# Kanton Annemasse-Nord
Kanton Annemasse-Nord (fr. Canton d'Annemasse-Nord) je francouzský kanton v departementu Horní Savojsko v regionu Rhône-Alpes. Skládá se z osmi obcí.

## Obce kantonu
- Ambilly
- Annemasse (severní část)
- Cranves-Sales
- Juvigny
- Lucinges
- Machilly
- Saint-Cergues
- Ville-la-Grand